# Discos Lollipop
Discos Lollipop se fundó en los primeros tiempos de la llamada movida madrileña, alrededor de los creadores de dos fanzines, uno titulado "Revista de la música", donde tenían cabida todos los estilos y otro, mucho más alternativo y pop, llamado "Lollipop".
El equipo inicial lo formaban los hermanos Agustín y Fernando Cabello, hermanos de Rafa, batería del grupo Los Nikis; los hermanos Eduardo y Javier Mesonero y, finalmente, Juan Carlos Damián, a cuyo nombre se realizó la primera licencia fiscal para la edición de discos. El primer disco, la referencia Lollipop 001, llegó de la fábrica de discos Iberofón el 13 de mayo de 1982, y era el EP del grupo Metal y Ca., titulado Datos.

## Los años ochenta
Durante los años ochenta, Discos Lollipop formó junto a DRO, GASA, Tres Cipreses, Spansuls, Dos Rombos y Nuevos Medios, la vanguardia de la creación pop en España.
En sus surcos, se editaron discos de Hombres G, Los Nikis, Metal y Ca. o Rubi y los Casinos. Por su staff, pasaron nombres como Joe Borsani o el futuro mánager Manuel Notario. A partir de 1988, el equipo se concentra en torno a Juan Carlos Damián, Emiliano Cubillo y Miguel Ángel Sánchez.
Entre 1984 y 1988 fue distribuida por Nuevos Medios.
Entre 1988 y 1991 fue distribuida por La Fábrica Magnética.

## Los años noventa
En 1992 cierra La Fábrica Magnética y pasa a ser distribuida por Coda Music.
En 1993 ficha a Javier Krahe y edita su disco "Sacrificio de Dama", al que seguirían Elígeme y "Versos de Tornillo".
En 1996 adquiere La Fábrica Magnética y todo su fondo discográfico que incluye Aviador Dro, Cool Jerks, Los Deltonos, Sex Museum, Un Pingüino en mi Ascensor, Surfin' Bichos, Nada más y muchos otros artistas.
En 1999 adquiere Don Lucena Discos, entre cuyas grabaciones se incluyen discos tan imprescindibles como "Pensión Triana" de Javier Ruibal, "No mires atrás", de Burning o "Con su permiso, Don Carlos", de Malevaje.

## SigloXXI
En 2001, adquiere el histórico y desaparecido sello Marfer, con multitud de referencias de la era dorada del pop español de los años sesenta (Los Marhalls, Betina, Los Quandos, Renata, Eliseo del Toro, etc.) y algunas buscadas grabaciones de los años setenta (Los Impala, Pepe Sánchez y su Rock Band, etc.).
En 2002, adquiere a su fundador Óscar Ruíz, el mítico sello de la movida madrileña Dos Rombos, donde se incluye el recordado Me gusta ser una zorra de Vulpes, las maquetas originales de Tos, antes de llegar a ser Los Secretos, Monaguillosh o bien OX-Pow.
En 2006, adquiere a su propietario y fundador, Sardi, el sello Spansuls, cuna del primigenio punk y donde grabaron grupos como Eskorbuto (Mucha policía, poca diversión), Larsen (Frontera Francesa), R.I.P. (Antimilitar), La UVI (La policía), Polanski y el Ardor (Ataque preventivo de la URSS), etc.
En 2008, adquiere los masters del sello Ventura Discos, donde están discos de Los Petersellers (Contra la amenaza del Dr. Thedio), María del Monte (Antología de las Sevillanas), José Manuel Soto (Rumba al corazón), Paloma San Basilio (Eternamente), etc.
En 2009, incorpora a su catálogo el sello Rara Avis, pequeña independiente de los ochenta donde grabaron artistas como Objetivo Birmania, Kikí d'Akí y Los Elegantes.

## Distribución y mercado internacional
Como muchas otras compañías de los ochenta, Lollipop comenzó siendo autodistribuida por los promotores del sello. Posteriormente, llegaron a un acuerdo con Kentucky Distribuciones, para posteriormente integrarse en la distribuidora que utilizaban todos los sellos de la época, Pancoca. Tras la quiebra de Pancoca, Lollipop pasa a ser distribuida por Nuevos Medios, entre 1984 y 1988. En ese momento realizan una licencia de Hombres G, al sello mexicano Trópico de Capricornio.
En 1988 se incorporan a la distribuidora La Fábrica Magnética, fundada en septiembre de 1988 por Servando Carballar tras abandonar DRO. Entre 1988 y 1995, permanecen en La Fábrica Magnética, hasta que ésta cierra sus puertas. En ese momento cierran la distribución con Coda Music, que es su distribuidora entre 1995 y 2007, año en el que ésta también cierra sus puertas.
En 1997 firman la distribución con Junk Records, que a los pocos meses es absorbida por Locomotive Music. En septiembre de 2009, Locomotive Music, cierra su distribuidora y pasan a ser distribuidor por Intradeunion, experimento que tan solo dura unos meses. 
En enero de 2010, Discos Lollipop pasa a ser distribuida en exclusiva por Avispa Music.
En el mercado digital, Discos Lollipop lleva desde que comenzó en el mercado online trabajando con el mismo distribuidor, la compañía alemana Zebralution, que le ha abierto las puertas del mercado digital en todo el mundo.

## Discografía publicada (por formatos)
Para datar el disco nos hemos basado en la información de etiqueta, depósito legal, referencia, fechas de grabación y cualquier otro elemento que nos pudiera facilitar el trabajo, tales como catálogos, entrevistas, recortes de prensa, etc.

### Disco compacto (CD)
| Referencia | Año  | Intérprete   | Título             |
| ---------- | ---- | ------------ | ------------------ |
| LOL CD 051 | 1992 | Nada más     | Nada más           |
| LOL CD 054 | 1993 | Javier Krahe | Sacrificio de Dama |
| LOL CD 066 | 1994 | Javier Krahe | Elígeme            |

### Álbum de vinilo / 33 rpm
Como todos los sellos independientes de la época, Lollipop comenzó editando discos de formato pequeño (EP, sencillo y algún maxisencillo), no llegando a editar ningún álbum de estudio hasta su recopilación de 1984. El primer larga duración original llegaría en 1987 con el álbum Salir... del grupo Delghetto.
| Referencia | Año  | Intérprete         | Título              |
| ---------- | ---- | ------------------ | ------------------- |
| LOL LP 013 | 1984 | Varios Intérpretes | ¡Esto es Increíble! |
| LOL LP 027 | 1987 | Delguetto          | Salir...            |

### Maxisencillos (12 cm / 45 rpm)
El formato maxisencillo, surgido en la música disco a mediados de los años setenta, se extendió en los primeros noventa para dar mayor calidad de sonido a las canciones.
| Referencia      | Año  | Intérprete   | Títulos                                                                                |
| --------------- | ---- | ------------ | -------------------------------------------------------------------------------------- |
| LOLLIPOP 12/006 | 1982 | Negros S. A. | Sabana, sabana / El Dr. Livingstone, supongo                                           |
| LOLLIPOP 12/011 | 1985 | Hombres G    | Milagro en el Congo / Venezia / Marta tiene un marcapasos / La cagaste, Burt Lancaster |
| LOLLIPOP 12/012 | 1985 | Nohkis       | África, ¿dónde está tu gloria? / Mujer española                                        |
| LOL 12/014      | 1985 | Delghetto    | Josefina / Huye de aquí / El cine es mentira / Josefina (versión ozark)                |

### Sencillos y EP (17 cm. / 45 rpm / 2-4 canciones)
| Referencia   | Año  | Intérprete        | Títulos                                                            |
| ------------ | ---- | ----------------- | ------------------------------------------------------------------ |
| LOLLIPOP 001 | 1982 | Metal y Ca.       | Datos / El último superviviente / Humano                           |
| LOLLIPOP 002 | 1982 | Los Nikis         | La amenaza amarilla / Ernesto / Medicina nuclear / Negocios sucios |
| LOLLIPOP 003 | 1982 | Los Nikis         | Gamma globulina                                                    |
| LOLLIPOP 004 | 1983 | Metal y Ca.       | Velocidad / Sala de control / Automáticas                          |
| LOLLIPOP 005 | 1983 | Los Funkcionarios | Salem / Honolulú                                                   |
| LOLLIPOP 007 | 1983 | Hombres G         | Milagro en el Congo / Venezia                                      |
| LOLLIPOP 008 | 1983 | Demian            | Kopek / Duende                                                     |
| LOLLIPOP 009 | 1983 | Hombres G         | Marta tiene un marcapasos / La cagaste, Burt Lancaster             |
| LOLLIPOP 010 | 1984 | Metal y Ca.       | Planeta / Oriente                                                  |
| LOL 015      | 1986 | Delghetto         | Josefina / Huye de aquí                                            |

### Promos y diversos (45 rpm - Discos promocionales y no comerciales)
| Referencia | Año  | Intérprete         | Títulos                           |
| ---------- | ---- | ------------------ | --------------------------------- |
| LOL 044    | 1988 | Rubi y los Casinos | Hay amores que matan / Pulverizar |